# 李端澄
李端澄（1452年—？），字學溥，河南懷慶府武陟縣人，民籍，明朝政治人物。

## 生平
河南鄉試第二十四名舉人。成化二十三年（1487年）中式丁未科會試第二百六十六名，二甲第七十七名進士。弘治三年（1490年）四月实授南京福建道監察御史，十年正月升陕西按察司管粮佥事，十五年二月升本司副使，兵备肅州。正德二年（1507年）四月升云南按察使，四年九月闲住。

## 家族
曾祖李榮祖；祖父李鎮；父李友直，母王氏。永感下。兄李海（贡士）；李清。